# Liste deutscher Adelsgeschlechter/S
| Name                                               | Zeitraum                                                | Anmerkungen | Wappen                                            |
| -------------------------------------------------- | ------------------------------------------------------- | --- | ------------------------------------------------- |
| Saalfeld                                           | 1246                                                    | Thüringisches Uradelsgeschlecht, Stammsitz Klingen im Schwarzburgischen |                                                   |
| Saalhausen                                         | ?                                                       | sächsisches Adelsgeschlecht der Mark Meißen |                                                   |
| Saargaugrafen                                      | 8. bis 13. Jh.                                          | Grafen im Saargau, später in der Grafschaft Saarbrücken | –                                                 |
| Saarwerden                                         | 1131                                                    | Zweiglinie der Grafen von Metz-Lunéville, infolge Heirat der Erbtochter 1376 ab 1397 der Grafen von Moers, infolge Heirat 1507 der Erbtochter der 1527 † von Moers-Saarwerden kam 1514 die Hälfte und 1527 die gesamte Grafschaft Saarwerden an das Haus Nassau-Saarbrücken |                                                   |
| Sachenkirch                                        | 1214–1630                                               | schlesisches Adelsgeschlecht |                                                   |
| Sachsen-Coburg und Gotha                           | seit 1918                                               | jüngere Seitenlinie der ernestinischen Wettiner. Der Name stammt vom Herzogtum Sachsen-Coburg und Gotha, das auf dem Gebiet der heutigen Länder Thüringen und Bayern lag |                                                   |
| Sachsen-Coburg-Koháry                              | seit 19. Jh.                                            | Sekundogenitur des Hauses Sachsen-Coburg-Saalfeld |                                                   |
| Sachsen-Coburg-Saalfeld                            | 1735–1826                                               | ernestinisches Herzogtum |                                                   |
| Sachsenhausen                                      | 1194 bis Mitte des 14. Jahrhunderts                     | Ministerialengeschlecht mit Stammsitz im heutigen Frankfurt-Sachsenhausen |                                                   |
| Sachsenheim                                        | 1090–1561                                               | altes württembergisches Rittergeschlechts aus Sachsenheim |                                                   |
| Sachsenkam                                         | 1010–1102                                               | hochmittelalterliches, edelfreies, bayerisches Adelsgeschlecht |                                                   |
| Sack (Epprechtstein)                               | 1288                                                    | Familie aus dem Bamberger Raum |                                                   |
| Sack (Merseburg)                                   | ?                                                       | erloschenes merseburgisches Vasallengeschlecht |                                                   |
| Sack (Schlesien)                                   | seit 1290                                               | schlesischer Uradel; Oberlausitzer Linie: 1724 böhnmischer Freiherrenstand; 1821 preußischer Grafenstand. Schwedische Linie: 1719 schwedischer Freiherrenstand. |                                                   |
| Sack (Vogtland)                                    | 1232–1591                                               | Ministerialengeschlecht im heutigen Landkreis Wunsiedel |                                                   |
| Saffran zu Pfannberg                               | ?                                                       | aus der Steiermark und Kärnten stammendes und in Böhmen begütertes Adelsgeschlecht; 1711 Reichsritterstand; 1739 erbländisch-österreichischer Freiherrnstand |                                                   |
| Sagmeister von Sagburg                             | ab 1339                                                 | Briefadelsgeschlechts aus dem südlichen Tirol; 1575 Erhebung in den Adelsstand |                                                   |
| Sagogn                                             | 12. bis 13. Jh.                                         | edelfreies Adelsgeschlecht in der Surselva im schweizerischen Kanton Graubünden |                                                   |
| Sahrer von Sahr                                    | seit 1295                                               | böhmischer Uradel, 1628 Grafenstand |                                                   |
| Saint Paul                                         | seit 1634                                               | aus Frankreich stammendes Geschlecht; 1721 preußische Adelsbestätigung; 1889 preußische Genehmigung zur Führung des Namens Le Tanneux von Saint Paul |                                                   |
| Saint-André                                        | seit 1015                                               | in Südwestdeutschland begüterter hugenottischer Zweig eines alten französischen Adelsgeschlechts |                                                   |
| Saintignon                                         | ?                                                       | lothringisches Grafengeschlecht |                                                   |
| Salburg                                            | seit 1571                                               | österreichisches Adelsgeschlecht; 1605 Freiherrenstand; 1665 Grafenstand |                                                   |
| Saldern                                            | seit 1161                                               | Magdeburgischer Uradel; 1840 preußischer Grafenstand als von Saldern-Ahlimb-Ringenwalde |                                                   |
| Salern                                             | 1095 bis ?                                              | erloschenes bayerisches Adelsgeschlecht; gehörten zu den ältesten bayerischen Familien |                                                   |
| Salier                                             | ca. 900–1125                                            | ostfränkisches Adelsgeschlecht des 10. bis 12. Jahrhunderts, das von 1024 bis 1125 vier römisch-deutsche Könige und Kaiser hervorbrachte | –                                                 |
| Salis                                              | seit 1285                                               | schweizerisches Uradelsgeschlecht aus Graubünden; 1582, 1588, 1632 und 1766 erlangten die Zweiglinien Grüsch, Marschlins, Maienfeld, Seewis und Soglio den Reichsfreiherrenstand, 1694 und 1748 die Reichsgrafenwürde. |                                                   |
| Salisch                                            | seit 1259                                               | altes schlesisches Adelsgeschlecht, 1728 böhmischer freiherrlicher und 1741 bzw. 1786 preußischer Grafenstand |                                                   |
| Salm / Salm-Neuburg / Salm-Salm / Salm-Horstmar    | seit 1157                                               | moselländisches Grafengeschlecht, Nebenlinie der Wigeriche; Linie Grumbach: 1816 preußischer Fürstenstand. Linie Salm: 1623 Reichsfürstenstand; Linie Salm-Neuburg 1784 erloschen |                                                   |
| Salm-Reifferscheidt                                | seit 1460                                               | Seitenzweig des Hauses Salm und dort der Linie Niedersalm; agnatisch hervorgegangen aus dem Adelsgeschlecht Reifferscheidt |                                                   |
| Salmendingen                                       | 1245–1392                                               | erloschenes, schwäbisches Adelsgeschlecht |                                                   |
| Salmuth                                            | seit 1530                                               | mehrfach nobilitiertes Adelsgeschlechts mit historischer Verbreitung in der Oberpfalz und im heutigen Sachsen-Anhalt |                                                   |
| Salomon                                            | bis 1788                                                | erloschenes, ursprünglich lothringisches, später preußisches Adelsgeschlecht |                                                   |
| Saltzwedel                                         | seit 1766                                               | altmärkisches Adelsgeschlecht |                                                   |
| Salviati                                           | seit 1740 in Preußen                                    | florentinisches Adelsgeschlecht; 1830 preußischer Adelsstand |                                                   |
| Salza                                              | seit 1162                                               | Thüringischer Uradel; verbreitete sich nach Sachsen, der Oberlausitz, Schlesien, dem Baltikum und Schweden; 1732 Reichs- und böhmischer alter Freiherren- und Herrenstand für die Linie Linda; 1778, 1843 königlich schwedischer Grafenstand für die schwedische Linie; 1891 königlich sächsische Anerkennung des Freiherrenstands für die Linie Lichtenau. |                                                   |
| Samboriden                                         | 1155–1294                                               | erloschenes Herrschergeschlecht, das die pommerellischen Herzöge stellte | –                                                 |
| Samson von Himmelstjerna                           | seit 1640                                               | aus Nordbrabant stammenden baltischen Adelsgeschlechts. Seit 1819 mit dem Beinamen Himmelstjerna |                                                   |
| Sande                                              | seit 1156                                               | ursprünglich Ministerialengeschlecht, eines Stammes mit der Familie von Randersacker und Truchseß von Rieneck; ab 13. Jahrhundert Linie der Ritter Kruse/Kraus von Sande bedeutende Stellung in der römisch-katholischen Kirche |                                                   |
| Sanden                                             | seit 1672/73                                            | ostpreußisches Briefadelsgeschlecht; 1796 Erhebung in den preußischen Adelsstand; 1840 preußischer Freiherrenstand |                                                   |
| Sandersleben                                       | seit 1277                                               | altmärkisches Adelsgeschlecht das seit Mitte des 15. Jahrhunderts zum Adel gezählt wird, wegen Adoption nannte sich eine Linie Graf bzw. Gräfin von Sandersleben-Coligny |                                                   |
| Sandizell                                          | seit 1171                                               | oberbayerisches Uradelsgeschlecht; 1677 kurfürstlich-bayerische Anerkennung des Freiherrenstandes; 1790 Reichsgrafenstand. |                                                   |
| Sandrart                                           | ?                                                       | aus dem wallonischen Hennegau stammendes, preußisches Adelsgeschlecht |                                                   |
| Sandreczky                                         | 1297–1886                                               | böhmisch-schlesisches Geschlecht des Stammes Korwin; 1697 böhmischer Freiherrenstand; 1741 preußischer Grafenstand |                                                   |
| Sangerhausen                                       | bis 17. Jh.                                             | Thüringer Grafengeschlecht |                                                   |
| Sanitz                                             | seit 1337                                               | ursprünglich neumärkisches, später auch Preußen dienendes und in Mecklenburg begütertes, heute erloschenes Adelsgeschlecht |                                                   |
| Sanne                                              | seit 1272                                               | altmärkisches Adelsgeschlecht |                                                   |
| Sanneck                                            | 1154 bis Anfang 15. Jahrhundert                         | edelfreies Geschlecht, dessen Herkunft und Wurzeln bislang nicht einwandfrei geklärt werden konnten; 1341 Grafenstand; stammverwandt mit den Grafen von Cilli. |                                                   |
| Santen                                             | seit 1399                                               | altes klevesches Adelsgeschlecht |                                                   |
| Sardagna                                           | seit 1574                                               | südtirolerisches Adelsgeschlecht; 1574 deutscher Reichsadel; 1838 österreichischer Freiherrenstand |                                                   |
| Sarnthein                                          | ?                                                       | briefadeliges, ursprünglich aus Augsburg stammendes, Südtiroler Adelsgeschlecht; 1530 Wappenbrief; 1594 Reichsadelsstand; 1650 Tiroler Freiherrenstand; erblicher österreichischer Grafenstand |                                                   |
| Saß                                                | seit 1453                                               | baltisches Geschlecht; 1645/1650 schwedisches, 1741 oeselsches, 1742 livländisches, 1818 finnisches und 1841 kurländisches Indigenat; 1779, 1784 und 1908 preußischer Freiherrnstand oder dessen Anerkennung; 1853 und 1862 russisches Baronat oder dessen Anerkennung |                                                   |
| Sattelbogen                                        | 1130–1537                                               | eines der mächtigsten, einflussreichsten und angesehensten Rittergeschlechter des Bayerischen Waldes |                                                   |
| Sättelin                                           | bis 17. Jh.                                             | erloschenes Memminger und Augsburger Patrizier- und Adelsgeschlecht |                                                   |
| Sattlberger von Schickenburg                       | ab 1587                                                 | Briefadelsgeschlecht aus dem südlichen Tirol |                                                   |
| Saucken                                            | seit 1339                                               | altpreußischer Uradel |                                                   |
| Saurau                                             | seit 1117                                               | Uradel der Steiermark |                                                   |
| Saurma                                             | seit 1530                                               | schlesisches Adelsgeschlecht |                                                   |
| Saurzapf                                           | bis 1861                                                | bayerisches Adelsgeschlecht |                                                   |
| Sax                                                | 1137–1633                                               | Adelsgeschlecht aus der heutigen Ostschweiz mit zwei Hauptlinien: Grafen von Sax-Misox und Freiherren von Hohensax |                                                   |
| Sayn                                               | 12. und 13. Jh.                                         | rheinisches Grafengeschlecht |                                                   |
| Sayn-Wittgenstein                                  | seit 12. Jahrhundert                                    | edelfreies rheinisches Grafengeschlecht, Nachkommen aus den Linien der Grafen zu Wittgenstein sowie der Grafen von Sayn aus dem Hause Sponheim. Drei Linien: Sayn-Wittgenstein-Berleburg, Sayn-Wittgenstein-Hohenstein (Laasphe) und Sayn-Wittgenstein-Sayn (Bendorf); 1792 Reichsfürstenstand für Linie Berleburg (Ast Berleburg); 1801 für die Linie Hohenstein; 1834 preußischer Fürstenstand für Linie Berleburg (Ast Ludwigsburg). |                                                   |
| Sazenhofen                                         | seit 1167                                               | ursprünglich niederbayerisches Uradelsgeschlecht; 1717 Reichsfreiherrenstand, 1732 Reichsgrafenstand |                                                   |
| Scarponnois                                        | vor 1054 bis 1462                                       | Hochadelsfamilie aus dem Scarponnois im heutigen französischen Département Meurthe-et-Moselle |                                                   |
| Schachmann                                         | seit 16. Jh.                                            | schlesisches Adelsgeschlecht |                                                   |
| Schachten                                          | seit 1162                                               | hessisches Uradelsgeschlecht |                                                   |
| Schack                                             | seit 1162                                               | lüneburgischer (niedersächsischer) Uradel mit pommerschem Stamm; dänischer Grafenstand (Primogenitur), bzw. Freiherrenstand (unbeschränkt); 1772 dänische Ausdehnung des Grafenstandes (unbeschränkt); 1876 preußischer Grafenstand |                                                   |
| Schackmin                                          | seit 1711                                               | ursprünglich bürgerliches, lothringisches Geschlecht, das in Diensten des Herzogtums Lothringen aufstieg und 1711 geadelt wurde; Zweig im Breisgau starb bereits 1801 aus |                                                   |
| Schad von Lengenfeld                               | 1380–1476                                               | niederösterreichisches Adelsgeschlecht | –                                                 |
| Schade                                             | seit 12. Jahrhundert                                    | westfälisches Adelsgeschlecht |                                                   |
| Schaesberg                                         | seit 1334                                               | Limburgischer Uradel – jülichsche Dynasten-Familie; 1637 Reichsfreiherrenstand; 1706 Reichsgrafenstand |                                                   |
| Schaetzel                                          | ?                                                       | a) in Pommern und Brandenburg begütertes, später in Westpreußen zu findendes Geschlecht; b) in Ostpreußen begütertes Geschlecht | Pommern/Brandenburg                               |
| Schaezler                                          | seit 1821                                               | aus der Oberpfalz stammendes Geschlecht, das in Augsburg ansässig war und 1821 in den Adelsstand erhoben wurde |                                                   |
| Schäfer                                            | seit 1386                                               | Südbadisches Adelsgeschlecht – Nebenlinie der Herren Geben (Freiburg) | Geben-Schüser(Schäfer) Schäfer (Rittergeschlecht) |
| Schaffalitzky von Muckadell                        | seit dem 12. Jahrhundert                                | aus Mähren stammenden Adelsgeschlechts. |                                                   |
| Schaffgotsch                                       | seit 1174                                               | schlesisches Adelsgeschlecht, das ursprünglich aus Franken kam. 1592 Bestätigung des alten Reichsfreiherrenstandes; 1708 Reichsgrafenstand, 1744 preußischer Fürstenstand |                                                   |
| Schaler                                            | 1194–1569                                               | Schweizer Adelsgeschlecht |                                                   |
| Schall-Riaucour                                    | seit Ende 12. Jahrhundert                               | Adelsfamilie aus dem Rheinland (Kölner Patriziat). Ursprünglich Schall zu Bell, seit 1770 Schall-Riaucour. 1745 Reichsgrafenstand |                                                   |
| Schallenberg                                       | seit 1260                                               | oberösterreichischer Uradel |                                                   |
| Schapelow                                          | 15. bis 18. Jh.                                         | märkisches Adelsgeschlecht |                                                   |
| Schardt                                            | ?                                                       | Thüringer Adelsgeschlecht |                                                   |
| Scharfenstein                                      | ab 14. Jh.                                              | Thüringer Adelsgeschlecht |                                                   |
| Scharnachthal                                      | 13. Jahrhundert bis 1590                                | alemannisches Adelsgeschlecht, Ministerialenfamilie |                                                   |
| Scharnhorst                                        | ab 1716                                                 | deutsch-russisches Adelsgeschlecht; 1716 Reichsadelsstand |                                                   |
| Scharnhorst                                        | 1802–1875                                               | erloschenes preußisches Adelsgeschlecht; 1802 preußischer Adelsstand |                                                   |
| Scharpenberg (Elbmarschen)                         | 13. Jahrhundert bis ?                                   | erloschenes mittelalterliches Rittergeschlecht aus den Elbmarschen | –                                                 |
| Scharpenberg (Lauenburg)                           | 1228–1469                                               | erloschenes mittelalterliches Rittergeschlecht aus dem Lauenburgischen |                                                   |
| Scharzfeld-Lauterberg                              | 1131 bis 14. Jh.                                        | erloschenes Grafengeschlecht edelfreier Abstammung im Harzgebiet |                                                   |
| Schatte                                            | seit 1760                                               | kurpfälzisch-bayerisches Briefadelsgeschlecht; 1760 Reichsadelsstand, 1783 kurfürstlich-pfalzbayerischer Freiherrenstand |                                                   |
| Schauenberg                                        | 13. und 14. Jh.                                         | erloschenes Zürcher Adelsgeschlechts mit Stammsitz Burg Schauenberg |                                                   |
| Schauenburg (Ortenau)                              | seit 1108                                               | Burgmannengeschlecht der Grafen von Eberstein, das zum Uradel der Ortenau gehört |                                                   |
| Schauenburg (Schweiz)                              | bis 14. Jh.                                             | erloschenes Schweizer Adelsgeschlecht aus dem Raum Liestal |                                                   |
| Grafen von Schauenburg und Holstein                | bis 1640                                                | Grafengeschlecht von der Schauenburg bei Rinteln an der Weser |                                                   |
| Schauenstein                                       | 1258–1742                                               | Schweizer Adelsgeschlecht im Hochstift Chur |                                                   |
| Schaumberg                                         | seit 1216                                               | thüringisch-fränkisches Uradelsgeschlecht; 1827, 1860, 1915, Erhebung in den Freiherrenstand. |                                                   |
| Schaumburg-Lippe                                   | seit 1647                                               | Hochadelsgeschlecht; benannt nach der Schaumburg im Wesergebirge und Haus Lippe |                                                   |
| Schauroth                                          | seit 1287                                               | Thüringer Adelsgeschlecht |                                                   |
| Scheckenbach                                       | bis 14. Jh.                                             | erloschenes bayerisches Adelsgeschlecht; bürgerliche Linie bis heute |                                                   |
| Schedingen                                         | 1233 bis ca. 1550                                       | westfälisches Adelsgeschlecht aus dem Ort Scheidingen bei Soest |                                                   |
| Scheel von Plessen                                 | seit 1702                                               | dänisch-holsteinische Linie des ursprünglich edelfreien Adelsgeschlechts von Plessen |                                                   |
| Scheibler                                          | seit 1781                                               | Aus der Grafschaft Ziegenhain stammende Familie mit mehreren Linien und unterschiedlichen Wappen; 1781 Erhebung in den Adelsstand als Edle von Scheibler; 1814 Erhebung in den erblichen Freiherrenstand (Linie ausgestorben); 1870 Zweite Erhebung in den erblichen Freiherrenstand (Linie Scheibler-Hülhoven und Scheibler-Muthagen) |                                                   |
| Scheidingen                                        | ? bis Anfang 19. Jahrhundert                            | erloschenes thüringisch-sächsisches Ministerialgeschlecht |                                                   |
| Scheidt genannt Weschpfennig                       | seit 1423                                               | im Bergischen Land ansässige Familie; 1642 Reichsfreiherrenstand. |                                                   |
| Scheiffart von Merode                              | bis 1733                                                | erloschenes rheinländisches Adelsgeschlecht; Linie der Merode |                                                   |
| Schele                                             | seit 1235                                               | westfälisch-niedersächsisches Uradelsgeschlecht; 1838 hannoversche Genehmigung zur Führung des Freiherrentitels; |                                                   |
| Schelklingen                                       | bis Anfang 13. Jh.                                      | erloschenes Grafengeschlecht |                                                   |
| Schell                                             | 1453 bis Anfang 20. Jh.                                 | erloschene Linie des westfälischen Adelsgeschlechts Vittinghoff-Schell |                                                   |
| Schelle von Amorbach                               | 1286–1524                                               | Odenwälder Niederadel; |                                                   |
| Schellenberg                                       | 1137–1812                                               | erloschenes Adels- und Rittergeschlecht im süddeutschen Raum; 1637 erblicher Freiherrenstand |                                                   |
| Schellenberger von Heimberg                        | ab 1304                                                 | Augsburger Patrizier- und Adelsgeschlecht |                                                   |
| Schellendorf                                       | bis 1703                                                | erloschenes schlesisches Uradelsgeschlecht |                                                   |
| Schello                                            | bis 2. Hälfte 14. Jh.                                   | erloschenes fränkisches Ministerialengeschlecht |                                                   |
| Schelm von Bergen                                  | 1194–1844                                               | erloschene ritterständische Adelsfamilie, deren Stammburg im heutigen Frankfurter Stadtteil Bergen lag |                                                   |
| Schenck zu Schweinsberg                            | seit 1199                                               | hessisches Uradelsgeschlecht aus dem Ober-Lahngau; seit 1875 Freiherren |                                                   |
| Schenckendorff / Schenkendorf                      | seit 1313                                               | preußisches Adelsgeschlecht |                                                   |
| Schenk von Castell                                 | 1239–1902                                               | erloschenes schwäbisches Uradelsgeschlecht; 1665 Reichsfreiherrenstandsbestätigung; 1681 Reichsgrafenstand |                                                   |
| Schenk von Geyern                                  | 1276 bis 1935                                           | erloschenes fränkisches Adelsgeschlecht, hervorgegangen aus den Herren von Hofstetten |                                                   |
| Schenk von Glattburg                               | bis 1373                                                | Schweizer, niederadliges Geschlecht im Dienste des Abtes von St. Gallen | –                                                 |
| Schenk von Landegg                                 | 13. bis 16. Jh.                                         | Schweizer Ritteradelsgeschlecht |                                                   |
| Schenk von Landsberg                               | 1207–1721                                               | erloschener märkischer und Lausitzer Adel |                                                   |
| Schenk von Limpurg                                 | 12. Jahrhundert bis 1713                                | erloschene schwäbisch-fränkische Adelsfamilie |                                                   |
| Schenk von Nideggen                                | ab 1225                                                 | rheinländisches Adelsgeschlecht |                                                   |
| Schenk von Osterwitz                               | ab 1106                                                 | Kärntner Ministerialengeschlecht |                                                   |
| Schenk von Schmalegg                               | bis 19. Jh.                                             | schwäbisches Adelsgeschlecht |                                                   |
| Schenk von Schmittburg                             | 1355–1822                                               | Freiherrengeschlecht aus dem Hunsrück; 1658 Freiherrenstand |                                                   |
| Schenk von Siemau                                  | 1195–1634                                               | erloschenes fränkisches Adelsgeschlecht |                                                   |
| Schenk von Stauffenberg                            | seit 1262                                               | schwäbisches Uradelsgeschlecht; 1698 Reichsfreiherrenstand; 1791 Reichsgrafenstand |                                                   |
| Schenk von Vargula                                 | 1178                                                    | deutsches Adelsgeschlecht – eines Stammes mit den Schenken von Nebra und zu Tautenburg |                                                   |
| Schenk von Winterstetten                           | bis 19. Jh.                                             | schwäbisches Adelsgeschlecht |                                                   |
| Schenna                                            | 12. bis 14. Jh.                                         | Tiroler Adelsgeschlecht |                                                   |
| Scheps                                             | bis 17. Jh.                                             | schlesisches Patrizier- und Adelsgeschlecht |                                                   |
| Scherenberg                                        | 1212–1495                                               | Ministerialengeschlecht im Hochstift Würzburg mit Gütern im Steigerwald |                                                   |
| Scherffenberg                                      | ?                                                       | österreichisches Adelsgeschlechts der Krain |                                                   |
| Schernberg (Salzburg)                              | seit 1193                                               | Salzburger Adelsgeschlecht, welches vermutlich aus Kärnten stammte |                                                   |
| Schernberg (Thüringen)                             | seit 1203                                               | Thüringer Uradelsgeschlecht |                                                   |
| Schertlin von Burtenbach                           | seit 1456                                               | süddeutsches Adelsgeschlecht, das nach seiner einstigen Herrschaft in der Gegend von Burtenbach benannt ist; 1814 Freiherrenstand |                                                   |
| Scheuchenstuel                                     | seit 15. Jh.                                            | aus der Rosenheimer Bürgerschaft stammendes bayerisches und österreichisches Adelsgeschlecht |                                                   |
| Scheurl von Defersdorf                             | seit 1340                                               | Patrizierfamilie der Freien Reichsstadt Nürnberg; 1540 Reichsadelsstand; 1884 erblicher Freiherrenstand |                                                   |
| Scheve                                             | seit 1759                                               | mecklenburgisch-pommersches, später in Preußen bedienstetes Adelsgeschlecht |                                                   |
| Schickfus                                          | seit 1624                                               | früher in Schlesien begütertes, briefadeliges Geschlecht |                                                   |
| Schierstedt                                        | seit 1263                                               | obersächsisches Adelsgeschlecht |                                                   |
| Schifer                                            | Mitte 13. Jh. bis 1738                                  | österreichisches Adelsgeschlecht |                                                   |
| Schilden                                           | 1586–1860                                               | aus der Stadt Hannover stammendes Geschlecht; 1738 Reichsritterstand mit „Edler von Schilden“, 1755 Reichsadelsstand; 1860 im Mannesstamm erloschen. |                                                   |
| Schilling                                          |                                                         | baltisches Adelsgeschlecht, das sich auf die uradeligen Schilling von Lahnstein zurückführt; 1620 Immatrikulation bei der 1. Klasse der Kurländischen Ritterschaft; 1772 Reichsfreiherrenstand, 1781 Reichsgrafenstand. |                                                   |
| Schilling                                          | ?                                                       | ursprünglich aus dem Elsass stammendes Adelsgeschlecht in Schlesien und Polen |                                                   |
| Schilling (von Lahnstein)                          | seit 1173                                               | rheinländisches Adelsgeschlecht, das sich auf das uradelige Geschlecht der Schilling von Lahnstein zurückführt und später in den Freiherren- und Grafenstand erhoben wurde |                                                   |
| Schilling von Bornheim                             | seit 1173                                               | rheinisches, ursprünglich dynastisches Adelsgeschlecht |                                                   |
| Schilling von Cannstatt                            | seit 1268                                               | Schwäbisches Uradelsgeschlecht; 1911 großherzoglich-badische Bestätigung des Freiherrenstandes auf Grund alter Zugehörigkeit zur Schwäbischen Reichsritterschaft. Eine Einzelfamilie wurde schon 1879 im Königreich Bayern freiherrlich anerkannt. |                                                   |
| Marschalk von Schiltberg                           | 1031 bis 16. Jh.                                        | erloschenes, bayrisches Adelsgeschlecht |                                                   |
| Schilwazen                                         | 12. bis 15. Jh.                                         | bayerisches Uradelsgeschlecht |                                                   |
| Schimmelmann                                       | seit 1604                                               | 1762 dänischer Adelsstand; 1779 dänischer Lehnsgrafenstand; 1885 preußischer Freiherrenstand |                                                   |
| Schimmelpenninck (von der Oye)                     | seit 1300                                               | deutsch-niederländisches Adelsgeschlecht |                                                   |
| Schimonsky                                         | seit 1489                                               | schlesisches Adelsgeschlecht |                                                   |
| Schindel                                           | bis 2. Hälfte 19. Jh.                                   | erloschenes schlesisches Adelsgeschlecht, das sich auch in der Oberlausitz und Dänemark ausbreitete |                                                   |
| Schirach                                           | seit 1485                                               | oberlausitzisches Geschlecht; 1776 erbländisch österreichischer Adelsstand |                                                   |
| Schirndinger von Schirnding                        | seit 1385                                               | oberfränkisches Uradelsgeschlecht; 1717, 1737, 1863/64, 1871 und 1918 Freiherrenstand für Angehörige unterschiedlicher Linien. |                                                   |
| Schittler                                          | ab 16. Jh.                                              | schlesisches Briefadelsgeschlecht |                                                   |
| Schittler von Schittlersberg                       | ab 17. Jh.                                              | schlesisches Briefadelsgeschlecht |                                                   |
| Schkopp                                            | seit 1320                                               | schlesisches Uradelsgeschlecht |                                                   |
| Schlabrendorf                                      | seit 1234                                               | märkisches Uradelsgeschlecht; Linie Drewitz: 1698 Reichsfreiherrenstand; Linie Gröben: 1772/86 preußischer Grafenstand |                                                   |
| Schladen                                           | 993–1353                                                | erloschenes mittelalterliches edelfreies Grafengeschlecht aus dem Stift Hildesheim |                                                   |
| Schladen                                           | seit 1435                                               | Adelsgeschlecht des Erzstifts Magdeburg; 1813 preußischer Grafenstand. |                                                   |
| Schlammersdorf                                     | seit 16. Jahrhundert–?                                  | erloschenes Adelsgeschlecht mit fränkischen Wurzeln |                                                   |
| Schlandersberg                                     | bis 1755                                                | erloschenes Tiroler Uradelsgeschlecht |                                                   |
| Schlat                                             | bis 15. Jh.                                             | erloschenes süddeutsches Adelsgeschlecht |                                                   |
| Schlatt                                            | seit 1094                                               | Schweizer Adelsgeschlecht, das sich nach der Burg im Dorf Schlatt bei Winterthur benannte |                                                   |
| Schlechtendal                                      | seit 1786                                               | aus dem Rheinland stammendes Briefadelsgeschlecht, ursprünglich aus der Reichsabtei Werden |                                                   |
| Schledorn                                          | seit 1236                                               | westfälisches Adelsgeschlecht |                                                   |
| Schleier                                           | 1261–1635                                               | niederadeliges Geschlecht in Nordhessen |                                                   |
| Schleinitz                                         | seit 1255                                               | meißnisches Uradelsgeschlecht; 1532 böhmische Freiherrenstandsbestätigung; 1562 Reichsgrafenstand |                                                   |
| Schlepegrell                                       | seit 1297                                               | niedersächsisches Uradelsgeschlechts aus dem Fürstentum Lüneburg |                                                   |
| Schleswig-Holstein-Gottorf                         | 1544 bis ?                                              | herzogliches Haus in Schleswig-Holstein, Nebenlinie des Hauses Oldenburg; später Großherzöge von Oldenburg; russische Großfürsten und Zaren (Romanow-Holstein-Gottorp) |                                                   |
| Schleswig-Holstein-Hadersleben                     | 1544–1580                                               | erloschene Linie des Fürstengeschlechtes Haus Oldenburg | –                                                 |
| Schleswig-Holstein-Sonderburg                      | ab 16. Jh.                                              | Herzöge von Schleswig-Holstein-Sonderburg aus dem Haus Oldenburg; Nebenlinien: Schleswig-Holstein-Sonderburg-Augustenburg (1647–1931), Schleswig-Holstein-Sonderburg-Beck, Schleswig-Holstein-Sonderburg-Franzhagen (Hauptlinie, 1689–1709), Schleswig-Holstein-Sonderburg-Glücksburg (ältere Linie) (1622–1779), Schleswig-Holstein-Sonderburg-Glücksburg (ab 1825), Schleswig-Holstein-Sonderburg-Ærø (bis 1633), Schleswig-Holstein-Sonderburg-Norburg (1622–1729), Schleswig-Holstein-Sonderburg-Plön inkl. Schleswig-Holstein-Sonderburg-Plön-Rethwisch (1622–1761), Schleswig-Holstein-Sonderburg-Wiesenburg (bis 1744) |                                                   |
| Schlichting                                        | seit 1447                                               | altes, schlesisches Adelsgeschlecht |                                                   |
| Schlick (Schlik)                                   | 1355 bis 17. Jahrhundert                                | Patriziergeschlecht mit Wurzeln im böhmischen Eger; 1422 Freiherrnstand, 1437 Reichsgrafenstand; | Grafen v. Schlik                                  |
| Schlieben                                          | seit 1144                                               | Lausitzer Uradelsgeschlecht; 1660 Reichsgrafenstand für Haus Birkenfeld; 1704, 1718, 1786, preußischer Grafenstand für weitere Häuser. |                                                   |
| Schliederer von Lachen                             | 1283–1791                                               | pfälzisches Uradelsgeschlecht |                                                   |
| Schlieffen                                         | seit 1365                                               | ursprünglich Kolberger Stadtgeschlecht; 1444 dänischer Wappenbrief, 1555 polnisches Adelsindeginat; 1812 preußischer Grafenstand |                                                   |
| Schlippenbach                                      | seit 1386                                               | Uradel der Grafschaft Mark und des Herzogtums Berg; 1654 schwedischer Grafenstand, 1711 spanischer Grafenstand (primogenitur), 1768 Reichsfreiherrenstand, 1857 bzw. 1862 russische Anerkennung des Baronstitels, im Königreich Preußen wurde der Grafentitel unbeanstandet geführt |                                                   |
| Schlitz genannt von Görtz                          | seit 1116                                               | Fuldischer Uradel; ältere Linie: 1677 Reichsfreiherrenstand, 1726 Reichsgrafenstand; jüngere Linie: 1694 Reichsfreiherrenstand. |                                                   |
| Schloen                                            | seit ca. 1105                                           | westfälisches Adelsgeschlecht |                                                   |
| Schlotheim                                         | seit 1130                                               | thüringisches Uradelsgeschlecht; 1788 Anerkennung des alten Freiherrnstandes; |                                                   |
| Schlüchter genannt Katzenbiß                       | seit 1305                                               | erloschenes hessisches Adelsgeschlecht, das in Schlüchtern und Umgebung begütert war |                                                   |
| Schluga (von Rastenfeld)                           | seit 1666                                               | Kärtner Adelsgeschlecht; 1666 Adelsstand; 1715 erbländisch-österreichischer Ritterstand; 1774 erbländisch-österreichischer Freiherrenstand |                                                   |
| Schlüsselberg                                      | 1114–1347                                               | erloschenes fränkisches Adelsgeschlecht |                                                   |
| Schlüsselfelder von Kirchensittenbach              | 1382–1709                                               | erloschene Patrizierfamilie der Reichsstadt Nürnberg |                                                   |
| Schlütter                                          | seit 1725                                               | hannoveranisches Adelsgeschlecht |                                                   |
| Schmalegg                                          | bis 19. Jh.                                             | schwäbisches Adelsgeschlecht |                                                   |
| Schmalensee                                        | ab 1320/25                                              | pommersches Adelsgeschlecht |                                                   |
| Schmeheim                                          | 13. und 14. Jh.                                         | Thüringer Adelsgeschlecht |                                                   |
| Schmeling                                          | seit 1283                                               | zwei Geschlechter mit gemeinsamer Wurzel: 1. pommersches Uradelsgeschlecht, 2. Briefadelsgeschlecht; Einzelne Glieder der Familie wurden in den Freiherrn- bzw. in den Grafenstand erhoben |                                                   |
| Schmelzing                                         | seit 1567                                               | österreichisches Briefadelsgeschlecht; 1567 Adelsstand; 1645 Adelsbestätigung und Wappenmehrung mit Prädikat „von Wernstein“ |                                                   |
| Schmertzing                                        | ab 15. Jh.                                              | sächsisches Adelsgeschlecht, 1706 Reichsfreiherrenstand, 1824 Indigenat in Ungarn |                                                   |
| Schmettau (Schmettow)                              | seit 1562                                               | aus Schlesien stammendes Geschlecht;Böhmische Adelsbestätigung 1668; böhm. Freiherrenstand 1717; Reichsgrafenstand 1742 |                                                   |
| Schmid                                             | seit 1366                                               | Schweizer Patrizier- und Junkersgeschlecht aus Zürich, dort 1864 ausgestorben. Deutsche Linie hat Adelstitel abgelegt. |                                                   |
| Schmid von Grüneck (Ilanz)                         | 14. bis 18. Jh.                                         | Adelsgeschlecht der Stadt Ilanz in der Surselva im schweizerischen Kanton Graubünden |                                                   |
| Schmid von Grüneck (Malans)                        | ab 16. Jh.                                              | in Malans ansässiges Ämter- und Adelsgeschlecht des Freistaats der Drei Bünde | –                                                 |
| Schmidberg                                         | bis 1777                                                | schwäbisches Adelsgeschlecht |                                                   |
| Schmidl von Seeberg                                | 1600–1862                                               | deutsch-böhmisches Patrizier- und Briefadelsgeschlecht; 1600/01 Adelsstand; 1825 österreichischer Ritterstand; 1859 österreichischer Freiherrenstand |                                                   |
| Schmidt von Schmidtseck                            | ?                                                       | ursprünglich aus der Schweiz stammendes, in Schweden nobilitiertes, später in Preußen ansässiges Adelsgeschlecht |                                                   |
| Schmidt von Schmiedebach                           | ab 1431                                                 | Patrizier- bzw. Adelsgeschlecht aus Görlitz |                                                   |
| Schmieden                                          | seit 1707                                               | preußisches Briefadelsgeschlecht; 1707 Reichsadelsstand |                                                   |
| Schmieden                                          | ?                                                       | sächsisches Adelsgeschlecht |                                                   |
| Schmöger auf Adelzhausen                           | seit 1744                                               | bayerisches Briefadelsgeschlecht |                                                   |
| Schmude                                            | seit 1490                                               | pommerellisches Adelsgeschlecht |                                                   |
| Schneeburg                                         | ab ca. 1370                                             | Tiroler Adelsgeschlecht |                                                   |
| Schneeweiß                                         | seit 14. Jahrhundert                                    | altes kärntnerisches Geschlecht, früh auch in der Untersteiermark und dem Erzstift Salzburg ansässig, ab 17. Jahrhundert in Zweigen in Deutschland, 1699 Reichsfreiherrnstand |                                                   |
| Schnehen                                           | seit 1333                                               | niedersächsisches Uradelsgeschlecht mit gleichnamigem Stammhaus Klein-Schneen im Landkreis Göttingen |                                                   |
| Schnellenberg                                      | 1336–1747                                               | erloschenes westfälisches Adelsgeschlecht |                                                   |
| Schneller                                          | seit 12. Jh.                                            | baden-württembergisches Adelsgeschlecht |                                                   |
| Schnellroda                                        | 1208–1308                                               | altes Bamberger Ministerialengeschlecht | –                                                 |
| Schnewlin                                          | 1215                                                    | Südbadisches Adelsgeschlecht |                                                   |
| Schnitter                                          | seit 1536                                               | aus Görlitz stammendes Adelsgeschlecht |                                                   |
| Schnitzler                                         | seit 1913/4                                             | niederrheinisch-preußisches Briefadelsgeschlecht; 1913/4 Adelsstand |                                                   |
| Schnorr von Carolsfeld                             | seit 1687                                               | sächsisches Adelsgeschlecht |                                                   |
| Schnurbein                                         | seit 1697                                               | Südtiroler Adelsgeschlecht |                                                   |
| Schoeler                                           | seit 1769                                               | preußischer Militäradel |                                                   |
| Schoeller                                          | seit 1863                                               | rheinische Unternehmerfamilie; 1863 österreichischer Adelsstand |                                                   |
| Schoenaich-Carolath                                | seit 1329                                               | aus der Niederlausitz stammendes, schlesisches Uradelsgeschlecht |                                                   |
| Schoenebeck                                        | seit Ende 16. Jh.                                       | rheinisch-westfälisches Adelsgeschlecht |                                                   |
| Schoeppingk (op dem Hamme gen. von Schoeppingk)    | seit 13. Jh.                                            | deutsch-baltisches Uradelsgeschlecht |                                                   |
| Scholenfleth                                       | 1325 bis 15. Jahrhundert                                | altes holsteinischen Adelsgeschlecht | –                                                 |
| Schöler genannt Klingenberg                        | bis 1776                                                | erloschenes westfälisches Patrizier- und Adelsgeschlecht; 1708 kaiserliche Bestätigung des Adels |                                                   |
| Scholz (Breslau)                                   | ab 1622                                                 | schlesisches Adelsgeschlecht |                                                   |
| Scholz von Schollenstern                           | seit 1625                                               | Görlitzer Adelsgeschlecht |                                                   |
| Schönau                                            | seit 1165                                               | elsässisches Uradelsgeschlecht, seit dem 14. Jahrhundert im Südschwarzwald. Linien Schönau-Wehr, Schönau-Zell, Schönau-Schwörstadt und Schönau-Oeschgen, 1668 Reichsfreiherrenstand, 1773 französische Anerkennung des Baronats für das Gesamtgeschlecht |                                                   |
| Schönberg                                          | seit 1166                                               | thüringisch-sächsisches Uradelsgeschlecht mit zahlreichen Häusern; Haus Gelenau: Königlich sächsische Genehmigung zur Führung des Freiherrentitels. Haus Pulsnitz: 1741 Reichsgrafenstand; |                                                   |
| Schönborn                                          | seit 1180                                               | Uradel aus dem Rheingau; 1663 Reichsfreiherrenstand; 1701 Reichsgrafenstand |                                                   |
| Schönburg                                          | seit 1130                                               | sächsisch-thüringisches und böhmisches edelfreies Adelsgeschlecht; Freiherren, Grafen und Fürsten. |                                                   |
| Schönburg (Schönberg) auf Wesel                    | seit 1265                                               | pfälzischer Uradel; Reichsministeriale, dann Herrenstand, zu Beginn 17. Jahrhundert Reichsgrafenstand |                                                   |
| Schonebeck                                         | 11. Jh. bis 1883                                        | westfälisches Adelsgeschlecht |                                                   |
| Schönebeck                                         | seit 15. Jh.                                            | ursprünglich altmärkisches Patrizier- und Adelsgeschlecht |                                                   |
| Schöneberg                                         | 12. Jahrhundert bis 1419                                | Edelherren im Hochmittelalter | –                                                 |
| Schöneck                                           | um 1200 bis 1508                                        | erloschenes Reichsministerialengeschlecht |                                                   |
| Schönfeld                                          | seit 1216                                               | Meißnischer Uradel, seit 1704 Reichsgrafen |                                                   |
| Schönfels                                          | seit 1312                                               | Meißnisches Uradelsgeschlecht |                                                   |
| Schönforst                                         | ca. 1350–1419                                           | erloschenes Adelsgeschlecht hervorgegangen aus dem Geschlecht der Herren von Schönau |                                                   |
| Schönhering                                        | 11.–15. Jahrhundert                                     | hochfreies bayrisch-österreichisches Adelsgeschlecht | -                                                 |
| Schöning                                           | seit Anfang 13. Jahrhundert                             | aus Pommern stammendes Uradelsgeschlecht. |                                                   |
| Schönowsky von Schönwies                           | ?                                                       | schlesischer Altadel; österreichisches Adelsgeschlecht |                                                   |
| Schönpflug von Gamsenberg                          | ab 1722                                                 | böhmisches Briefadelsgeschlecht; 1722 Adelsstand |                                                   |
| Schopper                                           | 1267 bis 16. Jahrhundert                                | Patrizierfamilie der Freien Reichsstadt Nürnberg |                                                   |
| Schorlemer                                         | seit 1217                                               | westfälisches Uradelsgeschlecht; 1844 preußische Anerkennung des Freiherrenstandes; 1746 bei der Estländischen Ritterschaft immatrikuliert, dort „Scharenberg genannt Schorlemer“ |                                                   |
| Schott von Schottenstein                           | seit 1260                                               | fränkisches Uradelsgeschlecht |                                                   |
| Schoultz von Ascheraden                            | seit 1652                                               | schwedisch-baltisches Adelsgeschlecht mit Wurzeln in Böhmen |                                                   |
| Schrader                                           | seit 1708                                               | niedersächsisches Briefadelsgeschlecht |                                                   |
| Schrattenbach                                      | 1473                                                    | steirisches, später auch mährisches Adelsgeschlecht, 1587 Adelsstand, 1588 Freiherrnstand, 1649 Grafenstand |                                                   |
| Schreibersdorf                                     | ab 1262                                                 | oberlausitzisches Adelsgeschlecht |                                                   |
| Schrempf                                           | seit 1567                                               | altes österreichisches Patriziergeschlecht mit Wurzeln in Tirol, dem Salzkammergut in Salzburg und der Steiermark; 1567 Wappenverleihung; 1574 Nobilitierung |                                                   |
| Schrenck von Notzing                               | seit 1269                                               | Münchener Patriziergeschlecht; 1688 bayerischer Freiherrenstand |                                                   |
| Schrendeisen                                       | 1357–17. Jh.                                            | Geschlecht von landgräflich-hessischen Ministerialen, von dem ein Zweig im Jahre 1530 in den Reichsadelsstand aufstieg, dann aber schon bald wieder erlosch |                                                   |
| Schroeter                                          | seit 1901                                               | preußischer Briefadel; ursprünglich aus der Region um Breslau |                                                   |
| Schröter                                           | seit 1557                                               | Briefadel; ursprünglich aus Jena; später in Mecklenburg-Schwerin ansässig |                                                   |
| Schrottenberg                                      | seit 1415                                               | aus Tirol stammendes fränkisches Adelsgeschlecht |                                                   |
| Schrötter                                          | seit 1203                                               | preußisches Adelsgeschlecht; 1685 polnischen Ritterstand; preußische Adelsbestätigung als Freiherren 27. Januar 1716 |                                                   |
| Schüching (Schücking)                              | 18. Jh.                                                 | westfälisches Briefadelsgeschlecht; 1757 Reichsadelsstand |                                                   |
| Schuckmann                                         | seit 1154                                               | aus Westfalen stammenden Familie, später in Mecklenburg und Preußen, 1732 Reichsadelsstand |                                                   |
| Schuetz                                            | ?                                                       | niederlausitzer Adelsgeschlecht |                                                   |
| von der Schulenburg                                | seit 1237                                               | zunächst brandenburgisches, später preußisches Uradelsgeschlecht; Reichsfreiherren, Reichsgrafen, dänische und preußische Grafen. |                                                   |
| Schuler von Senden                                 | seit 1784                                               | niedersächsisches Adelsgeschlecht; 1784 Reichsadelsstand, später Freiherren. |                                                   |
| Schullern zu Schrattenhofen                        | seit 1734                                               | aus Tirol stammendes österreichisches Adelsgeschlecht; 1734 Reichs- und erbländisch-österreichischer Ritterstand |                                                   |
| Schulmann                                          | seit 1634                                               | estländisches, später auch in Schweden und Finnland verbreitetes Adelsgeschlecht |                                                   |
| Schulthaus von Moos                                | ab 1542                                                 | erloschenes Tiroler Adelsgeschlecht; 1542 Reichsritterstand |                                                   |
| Schulze Pellengahr                                 | ?                                                       | westfälisches Adelsgeschlecht | –                                                 |
| Schumacher                                         | ?                                                       | Patriziergeschlecht der ehemals freien und unabhängigen eidgenössischen Stadt- und Republik Luzern |                                                   |
| Schürstab                                          | seit 1299                                               | Patrizierfamilie der Reichsstadt Nürnberg |                                                   |
| Schüssler                                          | seit 1884                                               | preußisches Adelsgeschlecht |                                                   |
| Schütz von Holzhausen (auch: Schütz von Merenberg) | bis 20. Jh.                                             | Burgmannenfamilie der Burg Merenberg am Südrand des Westerwalds |                                                   |
| Schutzbar genannt Milchling                        | seit 1035                                               | Ursprünglich bergische dann oberhessische, später freiherrliche Uradelsfamilie |                                                   |
| Schwabach gen. Schwabecher                         | ab 1227                                                 | hessisches Adelsgeschlecht |                                                   |
| Schwabegg                                          | 898–1167                                                | erloschenes, schwäbisches Adelsgeschlecht |                                                   |
| Schwaben (Schwawe, Svave)                          | bis 1709                                                | uraltes holsteinisches Adelsgeschlecht, starb mit Metta von Schwaben im Jahre 1709 aus |                                                   |
| Schwalbach                                         | seit 1275                                               | rheinländisch-hessisches Adelsgeschlecht |                                                   |
| Schwalenberg                                       | 1127–1365 (?)                                           | erloschenes Geschlecht billungischer und welfischer Lehnsgrafen; |                                                   |
| Schwan                                             | 1202–1779                                               | erloschenes mecklenburgisches Adelsgeschlecht, das sich nach Pommern, Braunschweig, Kursachsen und Dänemark ausgebreitet hat; 1679 Reichsritterstand |                                                   |
| Schwanberg                                         | 1287 bis 15. Jh.                                        | erloschenes böhmisches Adelsgeschlecht |                                                   |
| Schwandegg                                         | 1288–1413                                               | erloschenes Schweizer Adelsgeschlecht |                                                   |
| Schwanenflügel                                     | seit 13. Jh.                                            | niedersächsisches Adelsgeschlecht |                                                   |
| Schwansbell                                        | bis 18. Jh.                                             | erloschenes westfälisches Adelsgeschlecht |                                                   |
| Schwartzkoppen                                     | seit 1511                                               | Briefadelsgeschlecht; 1688 rittermäßiger Reichsadelsstand und erbländisch-österreichischer Adelsstand; 1812 nassauischer Freiherrenstand |                                                   |
| Schwarzburg                                        | seit 1108                                               | edelfreies Grafengeschlecht in Thüringen; Fürstengeschlecht |                                                   |
| Schwarzenberg                                      | seit 1172                                               | fränkischer und böhmischer Uradel; Reichsfreiherren, Reichsgrafen, Reichsfürsten |                                                   |
| Schwarzenberg (Schwarzwald)                        | 1120–1465                                               | zwei schwäbische Adelsgeschlechter, die nacheinander die Schwarzenburg bei Waldkirch besaßen | Freiherren Schwarzenberg                          |
| Schwarzenburg                                      | 1048/60 bis 14. Jh.                                     | oberpfälzisches Adelsgeschlecht |                                                   |
| Scharzfeld-Lauterberg                              | 1131 bis ca. 1400                                       | niedersächsisches Grafengeschlecht |                                                   |
| Schwawe                                            | seit 1272                                               | im 17. Jahrhundert erloschenes pommersches Adelsgeschlecht |                                                   |
| Schweinfurt                                        | bis 1057                                                | erloschenes deutsches Adelsgeschlecht | –                                                 |
| Schweinichen                                       | seit 1230                                               | schlesisches Uradelsgeschlecht; |                                                   |
| Schweinitz                                         | seit 1290                                               | schlesisches Uradelsgeschlecht; 1683, 1698 und 1724 böhmischer Freiherrenstand, 1685 kurbrandenburgische Bestätigung, 1726 böhmischer Herrenstand, 1741 preußischer Freiherrenstand als Freiherr von Kauder, 1741 und 1748 preußischer Grafenstand, 1797 preußische Namen- und Wappenvereinigung als Graf von Schweinitz Freiherr von Schlichting |                                                   |
| Schwelm                                            | seit 1. Hälfte 10. Jh.                                  | westfälisches Adelsgeschlecht |                                                   |
| Schwendi                                           | 1128–1689/1700                                          | erloschenes schwäbisches Adelsgeschlecht |                                                   |
| Schweppermann                                      | 1210 bis Anfang 14. Jh.                                 | mainfränkisches Adelsgeschlecht |                                                   |
| Schwerdtner                                        | seit 1790                                               | sächsisches, später auch pommerisch-preußischen Adelsgeschlecht, 1790 nobilitiert, 1845 Wappen- u. Namensvereinigung mit den Pomeiske, gebunden an den Fideikommiss Gr. Pomeiske |                                                   |
| Schwerin                                           | 1161–1357                                               | Die Grafschaft Schwerin wurde 1161 errichtet. Das Geschlecht geht zurück auf Gunzelin von Hagen, dem ersten Grafen von Schwerin. |                                                   |
| Schwerin-Tecklenburg                               | 1356–1580                                               | altes mecklenburgisches Grafenhaus; Linie der Grafen von Schwerin |                                                   |
| Schwerin                                           | seit 1178                                               | mecklenburgisches Uradelsgeschlecht; Reichsfreiherren, Reichsgrafen. |                                                   |
| Schwertzell                                        | seit 1264                                               | hessisches Adelsgeschlecht |                                                   |
| Schwicheldt                                        | seit 1169                                               | norddeutsches Adelsgeschlecht |                                                   |
| Sebottendorf                                       | ?                                                       | aus Kurland stammendes, schlesisches Adelsgeschlecht; 1635 reichs- und erbländisch-österreichischer Freiherrenstand |                                                   |
| Seckendorff                                        | seit 1254                                               | fränkischer Uradel; Reichsfreiherren, Reichsgrafen |                                                   |
| Sedlnitzky von Choltitz                            | seit 1285                                               | mährisch-schlesisches Adelsgeschlecht; Freiherren, Reichsgrafen, Grafen |                                                   |
| Seebach                                            | seit 1206                                               | thüringischer Uradel; Reichsfreiherren, Freiherren |                                                   |
| Seefeld                                            | seit 1284                                               | bayerisches Adelsgeschlecht |                                                   |
| Seeling von Saulenfels                             | ?                                                       | österreichisches Briefadelsgeschlecht |                                                   |
| Seemann von Mangern                                | Anfang 13. Jahrhundert bis ?                            | erloschene(?) Uradelsfamilie |                                                   |
| Seen                                               | seit 1207                                               | Schweizer Adelsgeschlecht |                                                   |
| Seherr-Thoß                                        | seit 1388                                               | schlesische Uradelsgeschlechts, 1721 Freiherren, 1775 Grafen |                                                   |
| Seibold                                            | bis etwa 1686                                           | erloschenes schwäbisches Adelsgeschlecht |                                                   |
| Seiboldsdorf                                       | seit 938                                                | altes bayerisches Adelsgeschlecht |                                                   |
| Seilern und Aspang                                 | seit 1684                                               | aus Flandern stammendes österreichisches Adelsgeschlecht |                                                   |
| Seiller                                            | seit 1802                                               | aus der Südsteiermark stammende bürgerliche Familie; 1850 Briefadel, 1860 österreichischer Freiherrenstand. |                                                   |
| Seinsheim                                          | ?                                                       | fränkisches und bayerisches Adelsgeschlecht |                                                   |
| Selbold                                            | 1200–1578                                               | erloschenes Adelsgeschlecht in der Wetterau, Hessen |                                                   |
| Selbold-Gelnhausen                                 | 1108–1158 belegt                                        | Grafengeschlecht der salischen Zeit im Kinzigtal, Hessen | –                                                 |
| Selchow                                            | seit 1242                                               | neumärkischer Uradel |                                                   |
| Sell                                               | seit 1668                                               | mecklenburgisches und preußisches Adelsgeschlecht |                                                   |
| Sellenbüren                                        | 936–1126                                                | erloschenes Adelsgeschlecht im Kanton Zürich |                                                   |
| Selmnitz                                           | 1115 bis Ende 18. Jahrhundert                           | thüringisch-ritterliches, später auch freiherrliches Uradelsgeschlecht |                                                   |
| Senarclens-Grancy                                  | seit ca. 1300                                           | waadtländisches Uradelsgeschlecht |                                                   |
| Senden                                             | 1174 bis etwa 1600                                      | erloschenes westfälisches Uradelsgeschlecht |                                                   |
| Senfft von Pilsach                                 | seit 1322                                               | oberpfälzischer Uradel; Linie Ober-Schmon: 1812 sächsischer Grafenstand; Linie Röpsen: 1862 preußische Genehmigung zur Führung des Freiherrentitels. |                                                   |
| Sengbusch                                          | seit 1796                                               | ursprünglich aus Mecklenburg stammendes, deutsch-baltisches Adelsgeschlecht, das 1796 in den Reichsadelstand erhoben wurde |                                                   |
| Senger und Etterlin                                | seit 1610                                               | oberfränkisches, später auch österreichisches Adelsgeschlecht |                                                   |
| Senheim                                            | seit 1189                                               | Adelsgeschlecht am Rhein und im Hunsrück; Vasallen der Herrschaft Saffenburg |                                                   |
| Senitz                                             | 13. bis 18. Jh.                                         | schlesisch-mährisches Adelsgeschlecht |                                                   |
| Senn von Münsingen                                 | seit 1241                                               | Schweizer Rittergeschlecht im Berner Aaretal und im vorderen Emmental |                                                   |
| Sepp von Seppenburg                                | 1684–1875                                               | erloschenes tirolerisches Briefadelsgeschlecht; 1684 Adelsstand; 1714 Ritterstand |                                                   |
| Serainchamps                                       | ?                                                       | lothringisches, später in Böhmen ansässiges Adelsgeschlecht, das sich in Böhmen Schönfeld nannte |                                                   |
| Serényi von Kis-Serény                             | ?                                                       | ungarisch-österreichisches Hochadelsgeschlecht; 1656 Grafenstand |                                                   |
| Seulingen                                          | 1130 bis vermutlich 15. Jh.                             | eichsfelder und niedersächsisches Adelsgeschlecht |                                                   |
| Seuter / Seutter von Loetzen                       | seit 1559                                               | Reichsritterliches und erbländisch-österreichisches Adelsgeschlecht, Patrizier in Kempten, Nürnberg, Ulm und Lindau (B), Freiherrenstand im Königreich Württemberg und Großherzogtum Baden |                                                   |
| Seyboltstorff                                      | ca. 740 bis 1957                                        | erloschenes bayrisches Uradelsgeschlecht; 1643 Reichsfreiherrenstand; 1692 Reichsgrafenstand |                                                   |
| Seydewitz                                          | seit 1299                                               | meißnischer Uradel; Ältere Linie: 1731 Reichsfreiherrenstand, 1775 Reichsgrafenstand. |                                                   |
| Seydlitz                                           | seit 1287                                               | schlesischer Uradel; Stamm Gohlau: 1736 böhmischer Freiherrenstand; Stamm Kurzbach: 1754 preußischer Freiherrenstand; Stamm Ludwigsdorf: 1889 preußischer Grafenstand als von Seidlitz-Sandreczki (Primogenitur). |                                                   |
| Sickingen                                          | seit 1289                                               | Kraichgauer Uradel; 1623 und 1706 Reichsfreiherrenstand, 1773, 1784 und 1790 Reichsgrafenstand jeweils für unterschiedliche Linien. |                                                   |
| Sieghardinger                                      | 858 bis 12. Jahrhundert                                 | eine der wichtigsten Familien des bayerischen Adels (erloschen). | –                                                 |
| Siegroth                                           | seit 1384                                               | schlesisches Uradelsgeschlecht; 1754 Reichsfreiherrenstand |                                                   |
| Siemens                                            | seit 1384                                               | Altes Stadtgeschlecht aus Goslar; Briefadel seit 1888, 1895 bzw. 1899. |                                                   |
| Siemieński-Lewicki                                 | ?                                                       | ursprünglich aus Masowien stammendes, dann zum galizischen und österreichischen Grafenstand und schließlich zum österreichischen Hochadel gehörendes Adelsgeschlecht |                                                   |
| Sierstorpff                                        | seit 1637                                               | rheinländisches Adelsgeschlecht, das auch nach Westfalen, Niedersachsen und Schlesien kam; 1637 Adelsdiplom; 1738 Freiherrenstand; 1786 und 1840 Grafenstand |                                                   |
| Sievers                                            | ?                                                       | deutsch-baltisches Adelsgeschlecht, das hauptsächlich im heutigen Lettland, Estland und Russland ansässig war |                                                   |
| Signau                                             | seit 1130                                               | mittelalterliches Adelsgeschlecht aus dem schweizerischen Emmental |                                                   |
| Sinapius                                           | ?                                                       | fränkisches Patrizier- und Adelsgeschlecht |                                                   |
| Singer von Mossau                                  | ab 1594                                                 | Reichsritter im Kanton Rhön-Werra des Ritterkreises Franken |                                                   |
| Sinzendorf                                         | seit 1242                                               | oberösterreichisches Uradelsgeschlecht; 1610 Reichsfreiherrenstand; 1648 Reichsgrafenstand; 1803 Reichsfürstenstand |                                                   |
| Sinzing                                            | ab 1040 bis 12. Jh.                                     | bayerisches Adelsgeschlecht, das im Dienste der Burggrafen von Regensburg | –                                                 |
| Sivers                                             | seit 1716                                               | deutsch-baltisches Adelsgeschlecht; 1716 estländisches Indigenat, 1747 bei der Livländischen Ritterschaft immatrikuliert, 1857 in die Kurländische Ritterschaft rezipiert |                                                   |
| Sizzo de Noris                                     | ?                                                       | tirolerisches Patrizier- und Adelsgeschlecht; 1649 tridentischer Adelsstand; 1654 erbländisch-österreichischer Adelsstand; 1774 erbländisch-österreichischer Grafenstand |                                                   |
| Sizzonen                                           | ?                                                       | ursprünglich thüringische Adelsfamilie | –                                                 |
| Slicher                                            | seit 1323                                               | aus Aachen stammendes, niedersächsisches Adelsgeschlecht |                                                   |
| Sloer                                              | ?                                                       | erloschenes, westfälisches Adelsgeschlecht |                                                   |
| Smerten                                            | bis 1577                                                | erloschenes westfälisch-niedersächsisches Adelsgeschlecht |                                                   |
| Snetlage                                           | 1226–1697                                               | westfälisch-niedersächsisches Adelsgeschlecht |                                                   |
| Sobbe                                              | seit 1298                                               | preußisch-westfälisches Adelsgeschlecht; 1774, 1791, 1792 und 1801 preußische Adelsanerkennungen |                                                   |
| Sobeck von Kornitz                                 | ?                                                       | oberschlesisches Uradelsgeschlecht; 1634 Reichsfreiherrenstand; 1637 böhmischer Freiherrenstand; 1659 ungarisches Indignat; 1716 Grafenstand |                                                   |
| Sode(n)                                            | seit 1323                                               | altes niedersächsisches Ratsgeschlecht aus Hannover; 1790 Reichsgrafenstand (ältere fränkische Linie); 1831 württembergischer Freiherrenstand und 1868 bayerischer Freiherrenstand (jüngere fränkische Linie); 1916 bayerischer Grafenstand (Soden-Fraunhofen) |                                                   |
| Sohlern                                            | seit 1690                                               | edle Herrn von Sohlern und der Münda, ehemaliger Besitz an Mittelrhein, Mosel und im Taunus; die Linien zu Lorch und zu Grarod sind im 19. Jahrh. erloschen; Die Nachfahren der Freiherrn von Sohlern zu Nastätten leben seit ca. 1840 bis heute in Franken. |                                                   |
| Söldner von Söldenhofen                            | ab 1630                                                 | böhmisch-österreichisches Patrizier- und Briefadelsgeschlecht; 1630 Ritterstand |                                                   |
| Solemacher                                         | ab 1658                                                 | rheinländisches Adelsgeschlecht |                                                   |
| Solèr                                              | seit 13. Jh.                                            | Schweizer Adelsgeschlecht | –                                                 |
| Söll von Aichberg und Teissegg                     | ?                                                       | zwei stammverwandte Tiroler Briefadelsgeschlechter; 1501 Wappenmehrung, 1542 Adelsstand und 1716 Freiherrenstand für Söll von Teissegg; 1559 Reichsadelsstand und 1751 Freiherrenstand für Söll von Aichberg (1871 erloschen) |                                                   |
| Solms                                              | seit 1129                                               | hessisches Grafengeschlecht; Grafentitel seit 1223; 1742 Reichsfürstenstand für Stamm Braunfels, 1792 für Stamm Lich. |                                                   |
| Solms-Braunfels                                    |                                                         | Hochadelsfamilie in Deutschland, der Schweiz, Österreich und Tschechien; Abspaltung von Solms; 1742 Reichsfürstenstand |                                                   |
| Sommerfeld (und Falkenhayn)                        | seit 1294                                               | schlesisches Adelsgeschlecht |                                                   |
| Somnitz                                            | seit 1372                                               | hinterpommersches Adelsgeschlecht |                                                   |
| Sonderndorfer                                      | seit 1102                                               | ursprünglich bayerisches, später österreichisches Uradelsgeschlecht |                                                   |
| Sondershausen                                      | 13. Jh.                                                 | Seitenlinie der landgräflichen Marschalle von Eckartsberga |                                                   |
| Sonnberg                                           | 1066–1400                                               | erloschenes, österreichisches Ministerialengeschlecht |                                                   |
| Sonneberg                                          | 1135–1306                                               | erloschenes mittelalterliches Adelsgeschlecht |                                                   |
| Soterius von Sachsenheim                           | ?                                                       | siebenbürgisch-sächsische Adelsfamilie |                                                   |
| Sovinec                                            | 1299–1580                                               | erloschenes mährisches Adelsgeschlecht |                                                   |
| Spanheim / Sponheim-Bolanden                       | 1065–1279                                               | erloschenes Dynastengeschlecht aus Rheinfranken |                                                   |
| Spankeren                                          | seit 1637                                               | aus den Niederlanden stammendes Geschlecht; 1896 preußischer Adelsstand. |                                                   |
| Sparneck                                           | 1223–1744                                               | erloschenes fränkisch-vogtländisches Adelsgeschlecht; stammverwandt mit den Sparnberg |                                                   |
| Sparnberg                                          | ab 1223                                                 | erloschenes bayerisch-thüringisches Adelsgeschlecht; stammverwandt mit den Sparneck |                                                   |
| Spät von Steinhart / Spät von Faimingen            | 1120 bis Mitte 14. Jh.                                  | erloschenes bayerisches Edelherrengeschlecht |                                                   |
| Spaun                                              | seit 1583                                               | aus Schwaben stammendes Briefadelsgeschlecht; 1721 Reichsritterstand als „Edle von Spaun“; 1859 österreichischer Freiherrenstand |                                                   |
| Spaur (, Pflaum und Valör)                         | seit 14. Jh.                                            | Uradelsgeschlecht aus dem südlichen Tirol; 1530 Freiherrenstand; 1633 Reichsgrafenstand |                                                   |
| Specht                                             | seit 1599                                               | niedersächsisches Briefadelsgeschlecht; 1785 Reichsadelsstand; 1855 Freiherrenstand |                                                   |
| Spee                                               | seit 1166                                               | rheinisches Uradelsgeschlecht aus dem Erzbistum Köln; 1739 Reichsgrafenstand |                                                   |
| Speil von Ostheim                                  | seit 1793                                               | aus dem schlesischen Fürstentum Neisse stammendes Adelsgeschlecht |                                                   |
| Sperberseck                                        | seit 1092                                               | schwäbisches Adelsgeschlecht; Ministeriale der Zähringer, der Herzöge von Teck und der Württemberger |                                                   |
| Sperling                                           | seit 1274                                               | mecklenburgisches Adelsgeschlecht, 1632 schwedische Indigenat, 1653 schwedischer Freiherrenstand, 1767 Reichsadelsstand, 1776 dänisches Indigenat, 1687 schwedischer Grafenstand |                                                   |
| Speßhardt                                          | seit 1265                                               | fränkisches Adelsgeschlecht |                                                   |
| Speth                                              | ?                                                       | schwäbisches Adelsgeschlecht |                                                   |
| Spiczak Brzeziński                                 | seit 16. Jh.                                            | kaschubisches Adelsgeschlecht; 1804 preußische Anerkennung des Adelsstandes |                                                   |
| Spiegel (Meißen)                                   | seit 14. Jh.                                            | meißnisches Adelsgeschlecht |                                                   |
| Spiegel (Westfalen)                                | seit 1224                                               | Uradel des Hochstifts Paderborn in Westfalen; 1787 preußischer Grafenstand für Linie Desenberg |                                                   |
| Spiegelberg                                        | seit 1068                                               | Uradelsgeschlecht aus dem Schwäbischen stammend; vormals Grafen von Poppenburg, seit 1217 Grafen von Spiegelberg, später Grafen von Spiegelberg-Pyrmont, Weserbergland, 1557 im Mannesstamm erloschen |                                                   |
| Spiegelberg (Schwaben)                             | 13. und 14. Jh.                                         | schwäbisches Adelsgeschlecht, das vermutlich von den thurgauischen Freiherren von Spiegelberg abstammt | –                                                 |
| Spiegelberg (Thurgau)                              | 13. Jh.                                                 | Hochadelsfamilie aus dem Thurgau, welche die Burg Spiegelberg bei Wetzikon TG in der heutigen Schweiz besaßen | –                                                 |
| Spiegelfeld                                        | ab 1620                                                 | österreichisches Briefadelsgeschlecht; 1620/1626 österreichischer Adelsstand, 1639 Ritterstand, 1765 Freiherrenstand, 1917/18 Grafenstand |                                                   |
| Spies von Büllesheim                               | seit 1319                                               | Uradelsgeschlecht aus dem rheinischen Herzogtum Jülich; 1827 preußische Anerkennung des Freiherrenstandes. |                                                   |
| Spilcker                                           | seit 1729                                               | niedersächsisches Adelsgeschlecht |                                                   |
| Spitzemberg                                        | seit 1535                                               | lothringisches, später württembergisches Adelsgeschlecht; 1535 lothringischer Adelsstand; 1736 lothringischer Ritterstand; 1833 Freiherrnstand; ab 1893 Hugo von Spitzemberg; |                                                   |
| Sponeck                                            | seit um 1600                                            | schlesisches Geschlecht: Hedwiger, 1701 Reichsgrafenstand als von Sponeck; 1889 dänische Adelsnaturalisation als Sponneck |                                                   |
| Sponheim / Sponheim-Bolanden                       | seit 1045                                               | erloschenes Dynastengeschlecht aus Rheinfranken |                                                   |
| Sporck                                             | seit um 1550                                            | westfälisches, später böhmisches Adelsgeschlecht, das bereits vor 1647 als adelig galt; 1647 Reichsfreiherrenstand, böhmisches Inkolat 1648, Reichsgrafenstand 1664, böhmische Grafenstandsbestätigung 1666, galizische Landmannschaft 1785, Legitimation als galizischer Graf 1789 |                                                   |
| Spörcken                                           | seit 1308                                               | lüneburgisches Uradelsgeschlecht |                                                   |
| Sprecher von Bernegg                               | seit 1340                                               | schweizerisches Adelsgeschlecht, ursprünglich Häupter und Walser des Zehngerichtebundes im Freistaat der Drei Bünde, 1582 französische Adelsbestätigung mit Wappenbesserung, 1758 Reichsfreiherrenstand, 1818 niederländischer Freiherrenstand |                                                   |
| Spreti                                             | seit 11. Jh.                                            | italienisch-bayerisches Adelsgeschlecht, das seit dem 11. Jahrhundert in Ravenna in Oberitalien und seit dem 17. Jahrhundert in Bayern nachweisbar ist |                                                   |
| Sprewitz                                           | seit 1803                                               | mecklenburgisches Adelsgeschlecht |                                                   |
| Sprinzenstein                                      | bis 1970                                                | österreichisches Adelsgeschlecht, das 1970 im Mannesstamm erloschen ist; 1530 Freiherrenstand |                                                   |
| Staal                                              | ab 1524                                                 | deutschbaltisches Adelsgeschlecht; 1652 und 1684 schwedischer Adelsstand |                                                   |
| vom Staal                                          | seit 1577                                               | Schweizer Adelsgeschlecht aus der Stadt Solothurn |                                                   |
| Stachelburg (Stahlburg)                            | bis 1809                                                | Tiroler Adelsgeschlecht; 1678 Freiherrenstand; 1698 Grafenstand |                                                   |
| Stackelberg                                        | seit 1244                                               | ursprünglich deutsches, dann livländisches Uradelsgeschlecht; 1714/1727 schwedischer Freiherrenstand, 1763 schwedischer Grafenstand, 1775/1786 Reichsgrafenstand; 1854 russische Anerkennung des Baronstitels |                                                   |
| Stadeck                                            | 13. und 14. Jh.                                         | Ministerialengeschlecht der steirischen Landesfürsten |                                                   |
| Stadion                                            | ?                                                       | Schwäbischer Uradel eines Stammes und Wappens mit den Stain zum Rechtenstein und von Pflummern. 1686 Reichsfreiherrenstand; 1705 Reichsgrafenstand |                                                   |
| Stadl                                              | 1180–1882                                               | erloschenes Uradelsgeschlecht aus der Steiermark, das auch zum landständischen Adel in Niederösterreich gehörte |                                                   |
| Staël von Holstein                                 |                                                         | westfälischer Adel |                                                   |
| Staffeldt                                          | seit 1208                                               | Altmärkischer Uradel, ab 1308 in Mecklenburg, sp. im 17. Jahrhundert in Dänemark |                                                   |
| Stahlburg                                          | 12.–13. Jahrhundert                                     | erloschenes, rheinländisches Edelherrengeschlecht | –                                                 |
| Stählin von Storcksburg                            | seit 1208                                               | erloschenes schwäbisches Patrizier- und Adelsgeschlecht; 1756 Reichsadelsstand |                                                   |
| vom Stain                                          | seit 1197                                               | schwäbischer Uradel; 1611/1623 Reichsfreiherrenstand für vier Linien der Familie; 1779 Reichsgrafenstand |                                                   |
| Stammer                                            | 1295 bis 19. Jahrhundert                                | erloschenes sächsisches Adelsgeschlecht |                                                   |
| Stange                                             | ?                                                       | thüringisch-sächsisches Adelsgeschlecht |                                                   |
| Starhemberg                                        | seit 1150                                               | aus Oberösterreich stammendes Herrengeschlecht; 1643 Reichsgrafen, 1765 Reichsfürsten |                                                   |
| Starkenberg                                        | bis 1452                                                | Tiroler Adelsgeschlecht |                                                   |
| Starringer                                         | 1010–1575                                               | erloschenes Adelsgeschlecht |                                                   |
| Starschedel                                        | seit 1311                                               | obersächsisches Uradelsgeschlecht; |                                                   |
| Staufen                                            | 1120–1602                                               | süddeutsches Adelsgeschlecht, das im Breisgau beheimatet und begütert war und das ursprünglich als Ministerialen der Zähringer wirkte |                                                   |
| Staufer                                            | ca. 1000–1268                                           | schwäbisches Adelsgeschlecht, das im 12. und 13. Jahrhundert mehrere schwäbische Herzöge und römisch-deutsche Könige und Kaiser hervorbrachte |                                                   |
| Stauff                                             | seit 1335                                               | edelfreies, oberpfälzer Adelsgeschlecht |                                                   |
| (Schenk von) Stauffenberg                          | seit 1262                                               | schwäbisches Uradelsgeschlecht; 1698 Reichsfreiherrenstand; 1791 Reichsgrafenstand |                                                   |
| Stechow                                            | seit 1181                                               | märkisches Uradelsgeschlecht; 1703 Bestätigung des Freiherrenstandes |                                                   |
| Steckelberg                                        | ab 12. Jh.                                              | hochmittelalterliches Adelsgeschlecht | –                                                 |
| Steding                                            | seit 1244                                               | westfälisches Adelsgeschlecht im Oldenburger Münsterland |                                                   |
| Steffan von Cronstetten                            | 1621–1731                                               | Patriziergeschlecht in Frankfurt am Main |                                                   |
| Steger von Ladendorf                               | seit 1170                                               | altes, österreichisches Adelsgeschlecht, das zum Uradel in Oberösterreich zählte und in den landständischen Adel in Niederösterreich aufgenommen wurde |                                                   |
| Stein (Pommern)                                    | bis Mitte 17. Jahrhundert                               | erloschenes pommersches Adelsgeschlecht – Außerdem existieren noch 13 voneinander unabhängige Geschlechter gleichen Namens |                                                   |
| Stein (Schwarzwald)                                | 13. und 14. Jh.                                         | Ministerialen- und Adelsgeschlecht im Südschwarzwald |                                                   |
| Stein (Thüringen)                                  | seit 1116                                               | hessisch-thüringisches Uradelsgeschlecht; 1845 Sachsen-meiningische Anerkennung des Freiherrenstandes |                                                   |
| Stein (Vogtland)                                   | –                                                       | vogtländisches Adelsgeschlecht |                                                   |
| Stein von Hilpoltstein                             | 1129 bis 1385                                           | fränkisches Adelsgeschlecht |                                                   |
| Stein von Kamienski                                | ?                                                       | ursprünglich polnisches, später preußisches Adelsgeschlecht |                                                   |
| Stein zu Lausnitz                                  | seit 1117                                               | osterländischer Uradel mit dem Stammhaus Lausnitz bei Neustadt an der Orla, spätere Linien „Stein zu Kochberg“ und „Stein zu Braunsdorf“ mit gespaltenem Wappen. |                                                   |
| Stein zu Nassau                                    | seit 1195                                               | nassauisches Uradelsgeschlecht |                                                   |
| Stein zu Nord- und Ostheim                         | seit 1273                                               | fränkisches Uradelsgeschlecht |                                                   |
| Landschad von Steinach                             | 12. Jh. bis 1653                                        | Niederadelsgeschlecht im Odenwald | centern                                           |
| Steinaecker                                        |                                                         | aus Anhalt stammendes Briefadelsgeschlecht; 1637 Reichsadelsstand; 1861 preußische Genehmigung zur Fortführung des Freiherrentitels. | centern                                           |
| Steinau genannt Steinrück                          | seit 1105                                               | fränkisches Adelsgeschlecht | centern                                           |
| Steinbach von Kranichstein                         | ?                                                       | deutschstämmiges, in Böhmen begütertes Adelsgeschlecht; 1664 böhmischer Ritterstand; 1714 Freiherrenstand |                                                   |
| Steinberg                                          | 12. Jahrhundert bis 1911                                | niedersächsisches Uradelsgeschlecht |                                                   |
| Steindel                                           | ?                                                       | sächsisch-thüringisches Adelsgeschlecht |                                                   |
| Steinen                                            | seit 1460                                               | bergisches und niederrheinisch-westfälisches Adelsgeschlecht |                                                   |
| Steinheim                                          | ?                                                       | schwäbisches Adelsgeschlecht |                                                   |
| Steinhilben                                        | 1247–16. Jahrhundert                                    | mittelalterliches südwestdeutsches Adelsgeschlecht. |                                                   |
| Steinkeller                                        | vor 1404 bis 16. Jahrhundert                            | erloschenes Patrizier- und Adelsgeschlecht aus der Region Breslau |                                                   |
| Steinkeller                                        | seit 1355                                               | mecklenburgisch-pommersches Adelsgeschlecht mit märkischer Linie |                                                   |
| Steinpeiss                                         | ?                                                       | österreichisches Adelsgeschlecht, das zum niederösterreichischen landständischen Adel sowie zum Adel der Steiermark und der Krain zählte |                                                   |
| Steinsdorf                                         | ab 16. Jh.                                              | ursprünglich böhmisches Adelsgeschlecht; 1674 erblicher Ritter- und Freiherrenstand; Anfang des 17. Jahrhunderts in Schlesien, im Vogtland, der Oberpfalz und später in Brandenburg, Mecklenburg und Bayern ansässig |                                                   |
| Steinwehr                                          | seit 1216                                               | holsteinischer und pommerscher Uradel, Ausbreitung nach Brandenburg, Westfalen, Magdeburg und Ostpreußen | Steinwehr-Nemitz Steinwehr-Woitfick               |
| Stemmen                                            | 1378–1582                                               | erloschenes, niedersächsisches Adelsgeschlecht | –                                                 |
| Stempel                                            | seit 1203                                               | westfälisches, preußisches und kurländisches Adelsgeschlecht |                                                   |
| Stenbock                                           | ?n                                                      | zwei schwedische Adelsgeschlechter; eines mit einem deutsch-baltischen Zweig |                                                   |
| Stengel                                            | 1740 untitulierter Briefadel, 1788 Freiherrn            | blühendes kurpfälzer bzw. bayerisches Adelsgeschlecht |                                                   |
| Stenglin                                           | seit 1518                                               | ursprünglich süddeutsches Patriziergeschlecht, das im 16. Jahrhundert in den Reichsadel erhoben wurde, im 18. Jahrhundert nach Norddeutschland kam und dort zu einem dänischen und mecklenburgischen Adelsgeschlecht wurde |                                                   |
| Stepperg                                           | ?                                                       | bayerisches Adelsgeschlecht | –                                                 |
| Sterker (von Wohlsbach)                            | 12. Jh.                                                 | fränkisch-thüringisches Burggrafengeschlecht |                                                   |
| Sternbach zum Stock und Luttach                    | ?                                                       | österreichisches Hochadelsgeschlecht |                                                   |
| Sternberg (Böhmen)                                 | seit 1167                                               | böhmisches Adelsgeschlecht; Böhmischer Stamm: 1637 böhmische Grafenstandsbestätigung; Schlesischer Stamm: 1698 böhmischer Freiherrenstand |                                                   |
| Sternberg (Franken)                                | bis 1287                                                | erloschenes fränkisches Adelsgeschlecht, das mit den Grafen von Henneberg verwandt war |                                                   |
| Sternberg (Kärnten)                                | 1250–1330                                               | erloschenes reichsunmittelbares Kärntner Dynastengeschlecht – Seitenlinie der Grafen von Heunburg |                                                   |
| Sternenfels                                        | seit 1232                                               | edelfreies, schwäbisches Adelsgeschlecht; 1828 Immatrikulation im Königreich Württemberg bei der Freiherrenklasse. |                                                   |
| Stetten                                            | seit 1098                                               | fränkisches Uradelsgeschlecht; immatrikuliert in Königreich Württemberg bei der Freiherrenklasse. |                                                   |
| Stetten                                            | seit 1254                                               | weitverzweigtes evangelisches Augsburger Rats- und Kaufmannsgeschlecht |                                                   |
| Stettenberg                                        | 1237 bis um 1500                                        | fränkisches Adelsgeschlecht |                                                   |
| Steuben                                            | seit 1262                                               | Uradel aus dem Mansfelder Land; 1812 nassauische Anerkennung des Freiherrenstandes |                                                   |
| Stiebar                                            |                                                         | fränkisches Adelsgeschlecht; 1633 Reichsadelsstand; 1795 erbländisch-österreichischer Grafenstand |                                                   |
| Stieglitz                                          | ab 1826                                                 | deutsch-baltisches Briefadelsgeschlecht; 1826 russischer Freiherrenstand |                                                   |
| Stieglitz                                          | 1583                                                    | 1583 „Stieglitz von Tschenkau“, 1765 deutsches Reichsadelsgeschlecht, das auf eine bürgerliche protestantische Familie des Leipziger Patriziats zurückgeht |                                                   |
| Stieglitz-Brockdorff                               | 1776–1802                                               | erloschenes deutsch-dänisches Adelsgeschlecht; 1776 Reichsadelsstand; 1790 dänischer Freiherrenstand |                                                   |
| Stieler von Rosenegg                               | ab 1670 bis 19. Jh.                                     | erloschenes bayerisches Briefadelsgeschlecht |                                                   |
| Stietencron                                        | seit 1493                                               | Erfurter Ratsgeschlecht; 1709 Reichsadelsstand |                                                   |
| Stillfried                                         | 1178                                                    | auf das 9. Jahrhundert zurückgehendes böhmisches Adelsgeschlecht; 1662 böhmischer Freiherrenstand; 1792 Reichsgrafenstand für mittlere Linie |                                                   |
| Stillvogt                                          | 12. bis 15. Jh.                                         | schlesisches Adelsgeschlecht |                                                   |
| Stiten                                             | 14. Jahrhundert bis 1692                                | aus Mecklenburg stammendes, erloschenes Adelsgeschlecht |                                                   |
| Stockhausen (Niedersachsen)                        | seit 1111                                               | niedersächsischer Uradel |                                                   |
| Stockhausen (Thüringen)                            | seit 1495                                               | thüringisches Briefadelsgeschlecht; 1702 Reichsadelsstand |                                                   |
| Stockhausen (Westfalen)                            | seit 1405                                               | westfälischer Uradel |                                                   |
| Stockmar                                           | ab 1821                                                 | sächsisch-bayerisches Briefadelsgeschlecht; 1821 Adelsstand, 1830 bayerischer Freiherrenstand |                                                   |
| Stöffeln                                           | bis 1515                                                | erloschenes, schwäbisches, edelfreies Adelsgeschlecht |                                                   |
| Stöger-Steiner von Steinstätten                    | seit 1891                                               | aus der Steiermark stammendes Adelsgeschlecht; 1891 erblich-österreichischer Adelsstand |                                                   |
| Stoislaff                                          | seit 14. Jh.                                            | mecklenburgisches Uradelsgeschlecht |                                                   |
| Stojentin                                          | seit 1341                                               | pommersches Uradelsgeschlecht |                                                   |
| Stokar                                             | seit 1559                                               | Schweizer Patrizier- und Adelsgeschlecht |                                                   |
| Stolberg                                           | seit 1210                                               | hochadeliges edelfreies Grafengeschlecht aus dem Harz; 1742 Reichsfürstenstand |                                                   |
| Stoltzenberg                                       | seit 1786                                               | preußisches Adelsgeschlecht |                                                   |
| Stör von Störnstein                                | seit 1138                                               | oberpfälzer Adelsgeschlecht |                                                   |
| Storch                                             | seit 1753                                               | aus Osnabrück stammendes Geschlecht, das 1753 in Wien in den Reichsadelsstand erhoben wurde. Die früher behauptete Abstammung von den schwedischen Stårk ist unbewiesen. – Zwei weitere Adelsgeschlechter Storch (1775 und 1790 geadelt) sind nicht mit diesem verwandt. |                                                   |
| Storndorf                                          | 1214–1713                                               | erloschenes hessisches Uradelsgeschlecht |                                                   |
| Stosch                                             | seit 1250                                               | schlesischer Uradel, 1701 böhmischer Freiherrenstand, 1840 preußische Anerkennung, 1798 preußischer Grafenstand, seit 1701 gibt es eine gleichnamige briefadelige Familie, durch Adoption führt seit 1936 ein Zweig den Namen Stosch von Tettau |                                                   |
| Stössel                                            | seit 1355                                               | schlesisches Adelsgeschlecht |                                                   |
| Stotel                                             | 1171–1350                                               | niedersächsisches Edelherren- und Grafengeschlecht | –                                                 |
| Stotzingen                                         | seit 1286                                               | schwäbischer Uradel, 1591 Reichsfreiherrenstand, 1592 niederösterreichischer Herrenstand, 1608 erbländisch-österreichische Bestätigung des Freiherrenstandes, 1911 großherzoglich badische Bestätigung zur Führung des Freiherrentitels für das Gesamtgeschlecht |                                                   |
| Strachwitz                                         | seit 1285                                               | Uradel Schlesiens; 1630 Böhmischer Freiherrenstand; 1798 preußischer Grafenstand |                                                   |
| Strahlenberger                                     | 1174–1404                                               | erloschenes mittelalterliches Geschlecht von Edelfreien |                                                   |
| Stralendorff                                       | seit 1217                                               | mecklenburgischer Uradel, 1625 böhmischer alter Herrenstand, 1810 mecklenburgisch-schweriner Genehmigung zur Führung des Freiherrentitels |                                                   |
| Stralenheim                                        | seit 16. Jahrhundert                                    | schwedisch-pommersches Briefadelsgeschlecht. 1685 schwedischer Adelsstand, 1699 schwedischer Freiherrnstand, 1708 Reichsgrafenstand, 1717 Lothringischer Grafenstand als Comte de Forbach |                                                   |
| Strandmann                                         | seit 1740                                               | deutsch-baltisches Geschlecht, 1740 Reichsadelstand |                                                   |
| Strantz                                            | seit 1120                                               | brandenburgisches, edelfreies Adelsgeschlecht |                                                   |
| Strassberg                                         | seit 1181/2                                             | Adelsgeschlecht mit Sitz auf der Burg Strassberg bei Büren an der Aare |                                                   |
| Vögte von Straßberg                                | 12. u. 13. Jh.                                          | vogtländisches Adelsgeschlecht |                                                   |
| Stratmann                                          | 1637–1726                                               | österreichisches und schlesisches Adelsgeschlecht |                                                   |
| Strättligen                                        | seit 1175                                               | Schweizer Adelsgeschlecht |                                                   |
| Strauß und Torney                                  | seit 1851                                               | niedersächsisches Briefadelsgeschlecht; 1851 österreichischer Adelsstand |                                                   |
| Streer von Streeruwitz                             | seit 1743                                               | böhmisch-österreichisches Adelsgeschlecht; 1743 nobilitiert, 1748 böhmischer Ritterstand |                                                   |
| Streif                                             | ab 1250                                                 | ritterbürtiges Schweizer Ministerialgeschlecht des Bistums Chur und der Freiherren von Vaz |                                                   |
| Streiff von Lauenstein                             | ?                                                       | pfälzerisches Uradelsgeschlecht; im 17. Jahrhundert in Livland begütert |                                                   |
| Strein                                             | seit ca. 1115                                           | altes Adelsgeschlecht, das zu den sogenannten Apostelgeschlechtern Österreichs sowie zum landständischen niederösterreichischen Adel bzw. niederösterreichischen Uradel gehört |                                                   |
| Streit                                             | ab 1598                                                 | österreichisches Briefadelsgeschlecht; 1598 Adelsstand; 1713 Freiherrenstand |                                                   |
| Streitberg                                         | vor 1120 bis 1690                                       | erloschenes fränkisches Adelsgeschlecht |                                                   |
| von der Streithorst                                | 1304–1768                                               | erloschenes westfälisches Adelsgeschlecht, das auch in Braunschweig, Magdeburg, Brandenburg, Preußen und Kurland ansässig war |                                                   |
| Strele                                             | 11. bis 1384                                            | erloschenes Reichsministerialiengeschlecht aus der Burggrafschaft Strehla an der Elbe |                                                   |
| Strobel                                            | 13. bis 15. Jh.                                         | fränkisches Adelsgeschlecht |                                                   |
| Strolz                                             | seit 1617                                               | Vorarlberger Familie, die den alten Patrizierfamilien in Tirol (heute Vorarlberg) angehört |                                                   |
| Strombeck                                          | ab 1298                                                 | Braunschweiger Patrizier- und Briefadelsgeschlecht; 1800 Reichsadelsstand; 1812 westfälischer Freiherrenstand; 1844, 1858 und 1862 preußische Anerkennung des Freiherrenstands |                                                   |
| Stromer von Reichenbach                            | seit 1236/42                                            | Fränkischer Uradel; 1709 Reichsfreiherrenstand |                                                   |
| Struensee                                          | seit 1477                                               | aus der Mark Brandenburg stammende Familie, die im 18. und 19. Jahrhundert überwiegend in Preußen geadelt wurde |                                                   |
| Strünkede                                          | 1142–1812                                               | freies Rittergeschlecht aus dem Herner Raum; 1636 Reichsfreiherrenstand |                                                   |
| Struve                                             | seit 16. Jh.                                            | aus dem magdeburgischen stammende Familie, die seit Ende des 18. Jahrhunderts zum russischen Dienstadel gehörte |                                                   |
| Stryk                                              | seit 1276                                               | westfälischer, dann baltischer Uradel, eines Stammes mit den Vogt von Elspe, 1631 schwedische Naturalisation, 1745 Immatrikulation bei der Livländischen Ritterschaft, 1881 Immatrikulation bei der Estländischen Ritterschaft |                                                   |
| Stubenberg                                         | seit 1143                                               | erloschener steirischer Uradel; 1742 Reichsgrafenstandsbesstätigung. |                                                   |
| Stuckrad                                           | seit 1729                                               | hessisches Briefadelsgeschlecht; 1729 Reichsadelsstand, 1803 preußisches Adelsanerkennung |                                                   |
| Studnitz                                           | seit 1358                                               | Westmährisches Uradelsgeschlecht |                                                   |
| Stülpnagel                                         | seit 1321                                               | uckermärkisches Uradelsgeschlecht |                                                   |
| Stumm                                              | seit 1815; Stammvater Johann Nicolaus Stumm (1669–1742) | Montanunternehmer aus dem Hunsrück, bayerischer Freiherrnstand 1815 |                                                   |
| Stumpenhusen                                       | 1091–1231                                               | altes niedersächsisches, ausgestorbenes Adelsgeschlecht |                                                   |
| Stürgkh                                            | seit 1333                                               | österreichisches Adelsgeschlecht, das ursprünglich aus Donaustauf in Bayern stammt, später in die Steiermark übersiedelte; 1532 steiermärkischer Ritterstand; 1638 Freiherrenstand; 1715 Grafenstand; 1721 Reichsgrafenstand |                                                   |
| Stürler                                            | seit 1806                                               | Berner Patrizierfamilie, welche seit dem 14. Jahrhundert das Burgerrecht der Stadt Bern besitzt und heute der Gesellschaft zu Ober-Gerwern und der Zunftgesellschaft zum Affen angehört; Adelsprädikat seit 1806 |                                                   |
| Sturm von Sturmeck                                 | 13. bis 17. Jh.                                         | elsässisches Adelsgeschlecht |                                                   |
| Sturmfeder von Oppenweiler                         | seit 1262                                               | schwäbischer Uradel; 1830 österreichische Anerkennung des Reichsfreiherrenstandes |                                                   |
| Stutterheim (Alt-Stutterheim)                      | seit 1143                                               | thüringische Uradelsfamilie; 1819 österreichischer Freiherrenstand für Linie Neuendorf. |                                                   |
| Styp                                               | ?                                                       | hinterpommersches Adelsgeschlecht |                                                   |
| Styrcea                                            | seit 1428                                               | entspringen alter Bojarenfamilie aus dem Fürstentum Moldau; österreichisches und später auch englisches Adelsgeschlecht; 1789 österreichisches Adelspatent; 1880 Freiherrenstand |                                                   |
| Suchodoletz                                        | seit 1660                                               | polnisches Adelsgeschlecht, das aus Glaubensgründen um 1660 nach Ostpreußen zog |                                                   |
| Suchodolski                                        | seit 1413                                               | polnisches Adelsgeschlecht; 1800 galizischer Grafenstand |                                                   |
| Suckow (I)                                         | 1282–1635                                               | erloschenes mecklenburgisches Adelsgeschlecht |                                                   |
| Suckow (II)                                        | seit 1714                                               | mecklenburgisches Adelsgeschlecht; 1714 Adelsbestätigung; Ausbreitung nach Ostfriesland und Sachsen |                                                   |
| Sudthausen (genannt Dölberg)                       | ?                                                       | westfälisches Adelsgeschlecht |                                                   |
| Suhm                                               | 1537–1823                                               | holsteinisches Geschlecht, 1683 dänisches Adels-Diplom, Ausbreitung nach Kursachsen und Westindien |                                                   |
| Sułkowski                                          | seit 1397                                               | polnisches Adelsgeschlecht |                                                   |
| Sulz                                               | 910–1687                                                | erloschenes süddeutsches Hochadelsgeschlecht |                                                   |
| Sulzbach                                           | 980–1188                                                | erloschenes Grafengeschlecht aus dem Nordgau |                                                   |
| Vogt von Sumerau                                   | ?                                                       | schwäbisches Uradelsgeschlecht |                                                   |
| Sundhausen                                         | 1109 bis 17. Jahrhundert                                | zwei gleichnamige thüringische Adelsgeschlechter |                                                   |
| Suppan                                             | 1164/5 bis 15. Jh.                                      | tirolerisches Adelsgeschlecht |                                                   |
| Supplinburger                                      | ab 11. Jh.                                              | Familie des römisch-deutschen Königs und Kaisers Lothar III. | –                                                 |
| Süßkind (-Schwendi)                                | seit 1425                                               | aus Württemberg stammendes Geschlecht; 1821 bayerischer Adels- und Freiherrenstand |                                                   |
| Suttner                                            | seit 1715                                               | österreichisches Adelsgeschlecht; 1715 Ritterstand; 1727 niederösterreichischer Ritterstand |                                                   |
| Sützel                                             | vor 1355 bis ?                                          | erloschenes fränkisches Adelsgeschlecht aus dem Odenwald |                                                   |
| Swenzonen                                          | 13. und 14. Jh.                                         | pommersches und pmmerrellisches Adelsgeschlecht |                                                   |
| Świątek Brzeziński                                 | seit 14. Jh.                                            | kaschubisches, später preußisches Adelsgeschlecht |                                                   |
| Sybel                                              | seit 1831                                               | preußisches Adelsgeschlecht, dessen Ursprung in Freudenberg (Siegerland) liegt |                                                   |
| Syberg                                             | seit 1377                                               | Uradel der Grafschaft Mark; 1819/1827 Freiherrenstand |                                                   |
| Sydow                                              | seit 1259                                               | märkischer Uradel |                                                   |
| Syrgenstein                                        | ?                                                       | schwäbisches Adelsgeschlecht |                                                   |
| Széchényi                                          | seit 1629                                               | ungarisches Briefadelsgeschlecht |                                                   |
| Székely von Kövend                                 | seit 1629                                               | ungarisch-österreichisches Adelsgeschlecht; ursprünglich aus Siebenbürgen |                                                   |
| Szembek                                            | seit 1557                                               | Krakauer Stadtgeschlecht, angeblich aus Tirol, 1566 polnisches Indigenat, 1579 Reichsadelsstand, 1782 und 1784 Legitimation bei der galizischen Landtafel als Ritter von Słupow, 1816 preußischer Grafenstand |                                                   |